# Medulin
Medulin (olaszul: Medolino) falu és község Horvátországban, Isztria megyében. Közigazgatásilag Banjole, Pješčana Uvala, Pomer, Premantura, Valbonaša, Vinkuran és Vintijan települések tartoznak hozzá.

## Fekvése
Az Isztriai-félsziget déli csücskén, Pólától 8 km-re délkeletre, a tengerparton fekszik. A település központja kissé beljebb, mintegy 500 méterre fekszik a tengertől. Az utóbbi időben a település főként a tengerparton terjeszkedett, ahol új lakóövezetek épültek ki.

## Története
Medulin területén kedvező fekvésének köszönhetően már a történelem előtti időben is éltek emberek. Újkőkori leletek kerültek elő Vižula és Vrčevan területéről. Bronz és vaskori leleteket találtak a Kašteja-fok és ugyancsak Vrčevan területén. Néhány történész úgy tartja, hogy itt állt Mutila erődje, amelyet a rómaiak az Isztria elfoglalásakor Nesactiummal és Faveriummal együtt az i. e. 2. században leromboltak. Feltételezik, hogy a rómaiak Nesactiumhoz hasonlóan később Mutilát is újjáépítették és Metelinumnak, majd Mutilianumnak nevezték. Nem tudni pontosan, hogy vajon ez volt-e a Titus Livius római történetíró által említett Mutila oppidium. A római kortól kezdődő időszakból medulin környékén számos régészeti lelet került elő. Ez arra utal, hogy egykor itt nagyon intenzív társadalmi élet folyt. Vižula területén az 1. és a 4. század között nagy villagazdaság működött. A helyi legenda szerint ez a villa I. Constantinus római császáré volt, aki egy ideig itt tartotta fogva Crispus nevű fiát. Temetője Burle közelében nagy területen terült el. Itt mintegy háromszáz sírt tártak fel, melyek különbözőségei és leletei a temető hosszú ideig történő használatára utalnak.
Medulin területén még több ókori régészeti lelőhely is található, így például a barbolani Szent Péter templom körül, a Kažela üdülőfalu közelében és a kis Levan szigeten. Barbolant 1465-ben járvány pusztította és már nem települt be újra. Csak a templom maradt meg belőle. A különböző ókori maradványok részben feltárás során részben véletlenül kerültek elő a földből. A templom elkerülte a többi épület sorsát, 1928-ban teljesen újjáépítették. A II. világháború után elpusztították és kifosztották. 1999-ben ismét újjáépítették, hogy istentiszteletet lehessen benne tartani.
Medulin első írásos említése 1150-ben Póla Velence elleni lázadása során történt. Története során „Melitino” (1150), „Mutiliano” (1197), „Mitila” (1243), „Metilino”, „Mutilla” és „Villa Medilini” formában is szerepel a különböző forrásokban. Már a 12. század során védőtorony (mára lakóházzá építették át) és loggia épült a mai főtér északkeleti sarkára. Madulin a 6. századtól a ravennai érsekségé, majd 1211-től a poreči püspökségé volt. Később a pólai Castropola család birtoka lett. 1331-ben a Castropolák elhagyták az Isztriát és Medulin is a Velencei Köztársasághoz csatlakozott. A 12. század közepén Idriszi arab geográfus művében „Mudulinah” néven említi. A 13. és a 16. század között többször pusztították hadak és járványok, emiatt lakosságának száma jelentősen csökkent, néhány környező falu pedig teljesen elpusztult. Az 1530-as feljegyzések szerint már csak négy település, Ližnjan, Medulin, Pomer és Šišan állt ezen a területen. A 16. században a sorozatos járványok miatt (1564-ben pestis és malária is sújtotta) Medulin is elnéptelenedett.
Az 1585-ben Zára vidékéről érkezett betelepülők üres lakóházakat és gazdasági épületeket találtak itt, de a fertőzésveszély miatt nem költöztek beléjük. Inkább a tenger közelébe húzódtak és itt alapították meg Premantura települést. Medulin ebben az időszakban teljesen lakatlan maradt. Az Isztria déli részének és Medulinnak a betelepülésével kapcsolatban több történeti forrás is létezett. Ezek Medulinnal kapcsolatos része nagyrészt elveszett, csak néhány töredék maradt fenn. Ennek ellenére határozottan megállapítható, hogy a 16. és a 18. század között az itt lakók etnikai összetétele teljesen megváltozott. Medulin a 18. századra teljesen horvát településsé vált. Az újratelepítés még 1620-ban kezdődött amikor Ivan Radošević néhány dalmáciai szláv családot költöztetett ide. Először Vrčevan, Marlera és Kažela területe népesült be, majd a többi területre is sikerült új telepeseket hozni. A velenceiek arra törekedtek, hogy Medulint is bekapcsolják az Isztria déli részének védelmi rendszerébe. Fegyvereket küldtek, hogy Medulin Premantura és Pomer férfiait felfegyverezzék. A medulini parasztok ökrös szekereikkel a Póla környéki erődítési munkálatokban is részt vettek. Az 1631-32-es pusztító pestisjárvány következtében azonban sokan meghaltak és a megmaradtak is szétszéledtek olyan településekre amelyeket megkímélt a járvány. 1649-ben Radoševićnek újra sikerült a török elől menekülő hatvan dalmáciai horvát családdal benépesíteni. Felélénkült a gazdasági élet, Medulin újra terjeszkedett. A régi házakat felújították és új lakóházak is épültek. A település újraéledésében nagy szerepe volt annak, hogy Medulin édesvizű kutakkal rendelkezett, ahova a száraz nyári időszakban még a környező falvakból is eljártak vízért. Lakói földműveléssel, állattartással, szőlő- és olajbogyótermesztéssel, halászattal, tengeri fuvarozással foglalkoztak. A 18. században beindult a híres muranói üveg gyártása is. 1741-ben a településnek 232 lakosa volt.
1797-ben a napóleoni háborúk következtében megszűnt a Velencei Köztársaság. Medulin előbb osztrák, majd 1805-től 1813-ig francia uralom alá került. 1809-ben az Illír tartományokba tagolták be, de Napóleon lipcsei veresége után 1813-ban újra az osztrákoké lett. Az 1818-as osztrák összeírás szerint 318 lakosa volt. 1813-tól osztrák uralom maradt és 1825 és 1860 között az Isztriai Tartomány része volt, amely az 1861. február 26-án kibocsátott császári pátenssel önálló őrgrófsági státuszt kapott saját országgyűléssel. Medulinnak 1857-ben 599, 1910-ben 1381 lakosa volt. Az első világháború következményei nagy politikai változásokat hoztak az Isztrián. 1920-tól 1943-ig az Isztriával együtt az Olasz Királysághoz tartozott. Az olasz kapitulációt (1943. szeptember 8.) követően az Isztria német megszállás alá került, mely 1945-ig tartott. A világháborút hosszas diplomáciai harc követte Jugoszlávia és Olaszország között az Isztria birtoklásáért. Az 1947-es párizsi békekonferencia Jugoszláviának ítélte, ennek következtében az olasz anyanyelvű lakosság Olaszországba menekült. 1958-ban megalakult turisztikai egyesülete, a turizmus fokozatosan a gazdaság fő ágazata lett. 1991-óta a független Horvátországhoz tartozik. 2011-ben a falunak 2633, a községnek összesen 6552 lakosa volt. Lakói főként a turizmusból élnek és a közeli Pólára járnak dolgozni, ahol szintén a turizmus és a vendéglátás területén tevékenykednek. A településen néhány szálloda, autóskemping, naturista kemping, számos kiadó apartman, sportpálya és egyéb turisztikai létesítmény található.

## Lakosság
| Lakosság változása | Lakosság változása | Lakosság változása | Lakosság változása | Lakosság változása | Lakosság változása | Lakosság változása | Lakosság változása | Lakosság változása | Lakosság változása | Lakosság változása | Lakosság változása | Lakosság változása | Lakosság változása | Lakosság változása | Lakosság változása |
| ------------------ | ------------------ | ------------------ | ------------------ | ------------------ | ------------------ | ------------------ | ------------------ | ------------------ | ------------------ | ------------------ | ------------------ | ------------------ | ------------------ | ------------------ | ------------------ |
| 1857               | 1869               | 1880               | 1890               | 1900               | 1910               | 1921               | 1931               | 1948               | 1953               | 1961               | 1971               | 1981               | 1991               | 2001               | 2011               |
| 599                | 737                | 886                | 1091               | 1219               | 1381               | 1299               | 1189               | 935                | 874                | 909                | 889                | 1362               | 1885               | 2580               | 2633               |

## Nevezetességei

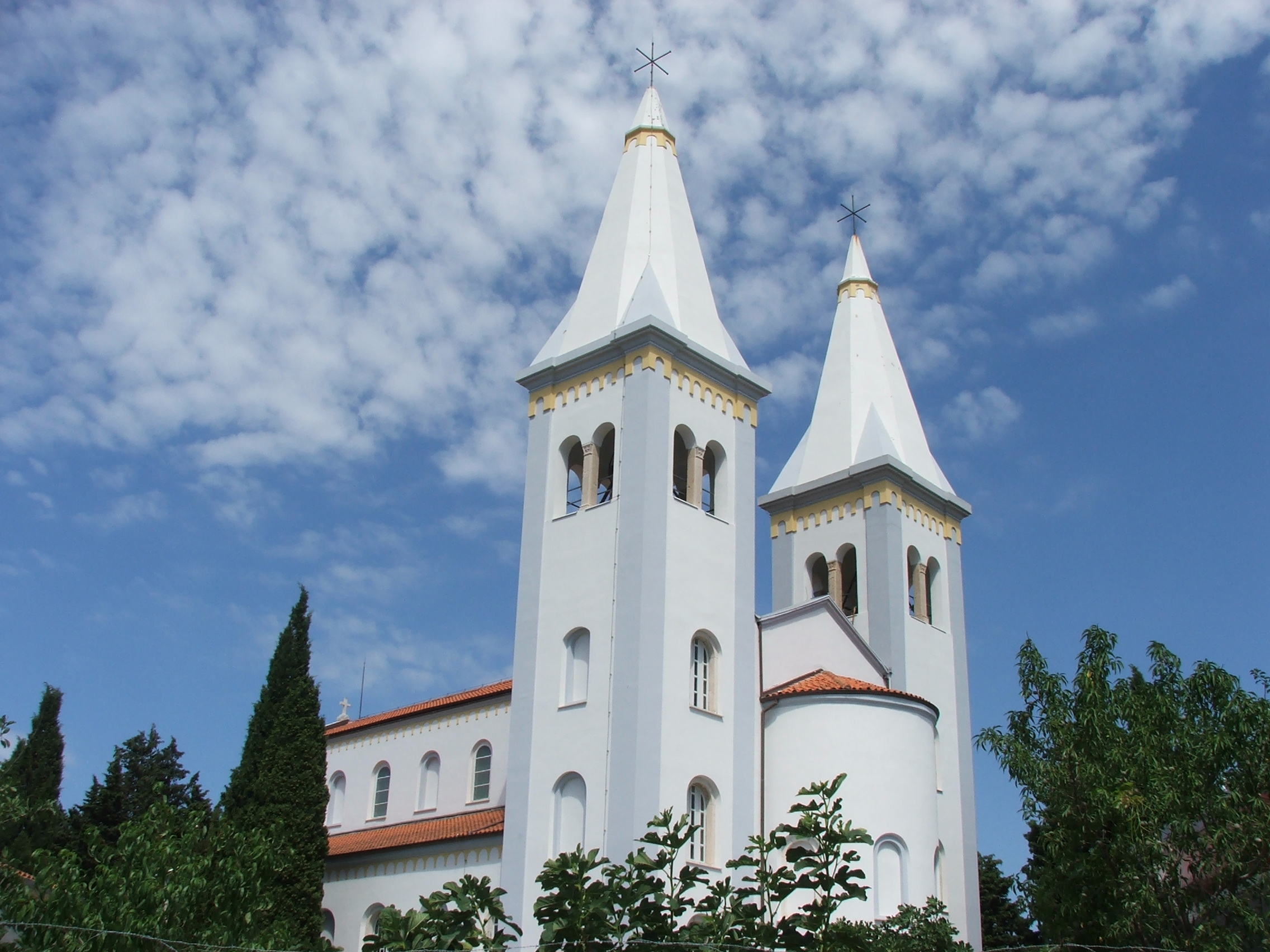
A Szent Ágnes plébániatemplom

- Szent Ágnes szűz és vértanú tiszteletére szentelt plébániatemploma Natale Tommasi tervei szerint 1894-ben épült egy magaslaton a régi templom helyén, mely körül egykor temető volt. Két 33 méter magas harangtornyát 1912-ben építették az apszis mellé. Az északi toronysisak kissé alacsonyabb. 1968-ban a templomot megújították. Háromhajós épület szentéllyel, félköríves apszissal, sekrestyével. A szentély nagy mozaikképe 1983-ban készült, a spliti Josip Botteri Dini munkája. A szentélyben kőből épített szembemiséző oltár áll ambóval. A szentségtartó a bal oldali hajóban található. Márvány keresztelőmedencéje Ante Olrić munkája. Oltárképei a Rózsafüzér királynőjét, Jézus Szívét, Szent Ágnest, Szent Jakabot, Szent Pétert és Szent Terézt ábrázolják. A keresztút képeit Mario Schergat akadémiai festőművész festette. Két szenteltvíztartója közül az egyik 1696-ban készült. A templomban őriznek egy 15. századi ezüstözött körmeneti keresztet.[6]
- A tér keleti oldalán áll a Gyógyító Boldogasszony tiszteletére szentelt temploma. A templom a 15. században épült, alapjaiban megújították a 17. és a 18. században, ekkor nyerte el mai formáját. Egyhajós épület, homlokzata felett nyitott egynyílású harangtoronnyal, benne egy haranggal. Homlokzatán a bejárat felett nagy kör alakú ablak látható. Belül fennmaradtak az 1400 körül készített freskók, a glagolita feliratok, valamint Paolo Camps 16. századi osztott szárnyasoltára. A félköríves apszisban fából készített retabló látható Szűz Mária a kis Jézussal, valamint Szent Seebestyén és Szent Rókus szobraival. Az oltár alsó részén bibliai jelenetek láthatók: Jézus születése, A Háromkirályok és Bemutatás a templomban. Az oltár felső részén az Angyali üdvözlet ábrázolása látható. Külön kétoldalt láthatók Szent Lúcia és Páduai Szent Antal szobrai. A rózsafüzér kerámia medalionjai Marina Orlić munkája 1995-ből.[6]
- A plébániatemplom közelében a Ližnjanska utcában található Szent Foska szűz és vértanú tiszteletére szentelt temploma. Homlokzata felett alacsony nyitott harangtorony áll, harang nélkül. A templomot belülről kifosztották. Retablóján Szűz Mária, Szent Foska és Szent Balázs szobrai álltak. Csak Szűz Mária szobra maradt meg, melyet ma a plébániatemplom sekrestyéjében őriznek. A templomot 1997-ben megújították.[6]
- Barbolan Szent Péter és Pál apostolok tiszteletére szentelt temploma a település központjától 2 km-re északnyugatra található. 1465 előtt egy nagyobb település állt itt, de lakossága egy pestisjárvány következtében kihalt és már nem települt be újra. Csak a 12. századi román stílusú templom maradt meg belőle. A templom elkerülte a többi épület sorsát, 1928-ban teljesen újjáépítették. Erre emlékeztet a bejárat feletti latin felirat: „Funditus reaedificata stipe fidelium MCMXXVIII” (azaz alapjaitól újjáépítve a hívek adományiból 1928-ban). A II. világháború után elpusztították és kifosztották. 1999-ben ismét újjáépítették, hogy évente egyszer, Szent Péter ünnepén istentiszteletet lehessen benne tartani. Környékén különböző ókori maradványok részben feltárás során részben véletlenül kerültek elő a földből. Egy máig fennmaradt durva megmunkálású 2. századi oltárkő tanúsága szerint a római korban helyi istenként tisztelték itt a „Barbolani Geniust”. A leletet 1942-ben találták a templom közelében fekvő fennsíkon, ahol, egykor illír erődítmény állt a középkorig és folyamatosan lakott volt.[6]
- A Medulin melletti Vižula-félszigeten egy tágas és fényűző római vidéki villa maradványa található, mely mintegy 600 m hosszúságú területen fekszik. Korábbi kutatások során néhány helyiséget megvizsgáltak, néhányuk mozaikpadlóval rendelkezik. A dokkolóhelyek a félsziget északi és déli oldalán helyezkedtek el. A déli oldalon sírokat találtak. Az északi oldalon kerámia leleteket találtak, melyek azt jelzik, hogy a lelőhely az újkőkorszaktól kezdve lakott volt.[7]
- A Burla-öböl melletti terület újrahasznosítását célzó munkálatokat megelőzően 1980-1985-ben végzett részleges régészeti kutatások, majd a Zágrábi Egyetem Régészeti Tanszékének 1997 és 2001 között végzett leletmentő kutatásai során, melyet a Vižula-félsziget bejáratának teljes területén végeztek, megállapították, itt több rétegben egy ősi nekropolisz sírjai találhatók. A kutatás csaknem 500, különböző tipológiájú és temetési szertartású sírt tárt fel, melyek az 1. és a 6. század között keletkeztek.[8]
- A Burla lelőhelyen egy villa rustica típusú római vidéki épület maradványai találhatók. Az épületmaradványok a partvonallal párhuzamosan húzódnak. A látható falak mészhabarccsal megkötött réteges kőtömbökből építenek. A fal mintegy 40 méter hosszan húzódik. A régészeti és geofizikai feltárások kimutatták, hogy a kérdéses területen több rétegben ortogonális elrendezésű épületek maradványait tartalmazzák, ami hosszabb idejű lakottságot jelez. A régészeti kutatások során az opus spicatum technikával rakott falakat és padozatokat, valamint kevés régészeti anyagokat találtak, amelyekből csonttű, vaskés, horgok, szögek, gombok, fibula, érmék, konyhai kerámia töredékei, amforák és tegulák töredékei, vékony falú kerámia töredékei, mozaik és freskóval festett vakolat a megemlítendők. A leletek az 1. és 4. század közötti időszakra datálhatók, és átfogó képet adnak egy több rétegű, villákból álló településről.[9]